# Sida pseudocymbalaria
Sida pseudocymbalaria är en malvaväxtart som först beskrevs av Emil Hassler, och fick sitt nu gällande namn av Hassler. Sida pseudocymbalaria ingår i släktet sammetsmalvor, och familjen malvaväxter. Inga underarter finns listade i Catalogue of Life.